# Aderus angusticollis
Aderus angusticollis é uma espécie de inseto besouro da família Aderidae. Foi descrita cientificamente por Maurice Pic em 1904.

## Distribuição geográfica
Habita em Madagascar.